# Fokker T.V
Фоккер T.V (нід. Fokker T.V) — нідерландський середній бомбардувальник, що перебував на озброєнні ВПС Нідерландів під час Другої світової війни. В перші дні голландської операції літаки T.V, незважаючи на їх незначну кількість і повну перевагу авіації Німеччини, змогли завдати шкоди німецьким військам.

## Історія створення

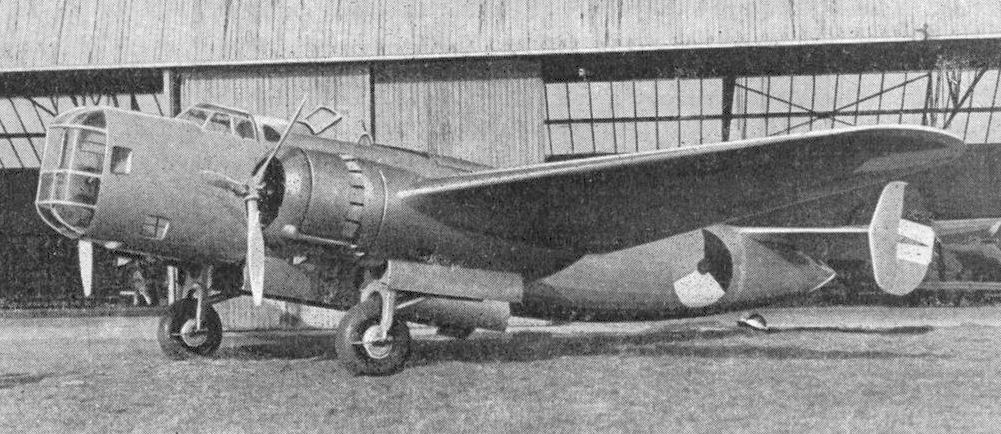
Перший виготовлений T.V

На початку 30-их років командування ВПС Нідерландів запропонувало концепцію «повітряного крейсера» — багатоцільового літака здатного перехоплювати ворожі бомбардувальники, при цьому здатного нести великий запас бомб. Саме таку концепцію намагались втілити інженери компанії Fokker почавши в 1934 році проект T.V.
Літак був двомоторним середньопланом з дерев'яним крилом і металево-дерев'яним фюзеляжем, висувним шасі і двокілевим оперенням. На літак було встановлено 9-ти циліндрові двигуни повітряного охолодження Bristol Pegasus XXVI потужністю 830 к.с. оптимізовані для середніх висот. Після довгого розгляду командування ВПС замовили 16 T.V, при цьому без тестування прототипа — перший T.V, який піднявся в повітря 16 жовтня 1937 року, був серійною машиною.
Озброєння складалось з 20-мм гармати Solothurn S-18/100 в носовій турелі і 4 × 7,92-мм кулеметів — по одному в верхній, нижній, хвостовій і віконній установках. При цьому гармата встановлювалась для атаки ворожих бомбардувальників, а не як повністю захисне озброєння. Окрім цього T.V міг переносити 1000 кг бомб.
.

## Тактико-технічні характеристики

### Технічні характеристики
- Довжина: 16,0 м
- Висота: 4,2 м
- Розмах крила: 21,0 м
- Площа крила: 66,2 м ²
- Маса порожнього: 4650 кг
- Маса спорядженого: 7250 кг
- Максимальна злітна маса: 7650 кг
- Двигун: 2 × Bristol Pegasus XXVI
- Потужність: 2 × 830 к. с.

### Льотні характеристики
- Максимальна швидкість: 417 км/год
- Дальність польоту: 1550 км
- Практична стеля: 8550 м
- Час підйому на 4000 м.: 9 хв. 8 с.

## Використання
Літаки T.V в повітряних силах Нідерландів були надіслані до бомбардувального загону BomVa. 10 травня 1940 року, коли Німеччина вторгнулась в Нідерланди, в загоні було 11 літаків. Перший бойовий виліт був здійснений відразу після тривоги — рано-вранці 10 травня 8 T.V вилетіли на перехоплення німецьких бомбардувальників, які прямували до авіабази Схіпгол, і їм вдалось збити 2 літаки. Через пошкодження в повітрі і при посадці половина з них не змогла піднятись в повітря. Проте інші 4 знову піднялись в повітря і завдали удару по захопленому німецьким десантом аеродрому знищивши на землі декілька Ju 52, один T.V був збитий винищувачами.
Наступного дня вцілілі T.V двічі намагались бомбити мости через річку Маас, але явного успіху досягнуто не було, а боєздатним залишився тільки один T.V. Цей літак здійснив ще один бойовий виліт 12 травня і останній — 13, коли його було збито поблизу містечка Мурдейк.